# 山中長俊
山中長俊 （1547年—1607年3月21日）是日本戰國時代至安土桃山時代的武將、大名。父親是山中為俊。官位是從五位下、山城守。通稱吉內、橘內。兒子有山中信俊、山中友俊、山中盛俊。

## 生平
近江國甲賀郡出身，是甲賀二十一家山中氏的庶流（在日本南北朝時代分家）。
最初仕於六角氏，在永祿11年（1568年）9月織田信長把六角義賢從居城追放之際，將義賢收留在甲賀郡保護並與信長抗戰。天正元年（1573年）9月，在石部城籠城並討殺包圍軍佐久間信盛配下武將林寺熊之介，戰後收到義賢的感謝狀。但是在天正2年（1574年）4月開城投降並成為織田氏家臣，成為柴田勝家的家老並獲得3千石。在攻略北陸方面於勝家的發給文書中添加副狀，而且負責誘降河田長親的工作，由此可知長俊被勝家重用著。在天正11年（1583年）的賤岳之戰後，因為柴田氏滅亡而仕於丹羽長秀，但是在長秀死後家中發生內亂，之後投靠堀秀政。
天正13年（1585年），被豐臣秀吉召出並成為右筆。在天正18年（1590年）的小田原征伐和奥州仕置中從軍，在外交折衝等工作中活躍。在文祿元年（1592年）的文祿之役中於肥前國名護屋城駐守。在文祿2年（1593年）以後歴任豐臣家藏入地越前國北袋銀山的代官、筑前國藏入地的代官等，在同年9月加增1百石。敘任山城守並接受豐臣姓，在文祿4年（1595年）加入1萬石大名之列。所領分散在攝津國西三郡、河内國中部、近江國、伊勢國等地。之後成為畿内太閤藏入地3萬石的代官。
還有受秀吉之命，負責編寫『太平記』續書的長編歷史書『中古日本治亂記』，由貞治元年（1362年）至慶長2年（1597年）執筆期間秀吉死去，但是後來受到太田資方勸告而補增，於是以關原之戰為終結而完成此書。
慶長5年（1600年）的關原之戰之際，屬於西軍並作為大坂城留守居守備隊守備大坂城周邊。因此戰後遭到改易，得到德川氏的微祿而在京隱居，在慶長12年（1607年）於該地死去。墓所在西教寺（現今大津市）。法名是紹春。
而長俊的孫兒（信俊的兒子）山中幸俊仕於豐臣秀賴並参加大坂之陣。豐臣氏滅亡後仕於淺野長晟，子孫成為廣島藩藩士並存續下去。而信俊的次男山中宗俊則仕於德川家康，在慶長14年（1609年）受賜1千石並成為旗本，於大坂之役中屬於永井直勝的隊伍而從軍。子孫以旗本身份存續下去。